# 巴尔豪森
巴尔豪森（德語：Ballhausen）是德国图林根州的一个市镇。总面积14.72平方公里，总人口893人，其中男性440人，女性453人（2011年12月31日），人口密度61人/平方公里。